# 橘皆無
橘 皆無（たちばな かいむ、2月18日 - ）は、日本の漫画家。

## 人物
1989年のアニメディアで『鎧伝サムライトルーパー』のパロディ作品を執筆しデビューを果たす。以降、少女漫画やアニメ雑誌を舞台に様々な作品を執筆中。
映画や演劇を鑑賞する事を趣味としている。

## 作品リスト

### 単行本
- ロイヤル・ストレート・フラッシュ
- 螺旋のかけら（全10巻）
- トライアゲイン!
- レトルト〜カ・ビネ・サガ〜
- ダーク・クライブ〜カ・ビネ・サガ〜（全5巻）
- 特務戦隊シャインズマン（全9巻）
- KOMISCH（全6巻）
- ターニング・ポイント
- 幻よりうつつな…
- Data（全8巻）
- あしたのタマゴ（全2巻）
- ほんのりヴァニラ
- 俺にかまうな!
- 美貌の魔都・ふたり晴明（全3巻）
- Tau
- BOYS LOVE
- バレリーナSHOKO 中村祥子、世界へのグラン・ジュテ
- アイドルマスターSideMオトメディアコレクション〜理由あってトーク&4コマ〜（4コマ漫画と一部イラストのみ）
- 真実の愛を見つけたと言われて婚約破棄されたので、復縁を迫られても今さらもう遅いです!

### 画集
- 橘皆無イラスト集 Nothing（学習研究社、1995年1月20日第1刷発行）雜誌62539-83
- 橘皆無原画集 螺旋（新書館、1998年1月20日初版発行）ISBN 4-403-65011-2